# 田上八朗
田上 八朗（たがみ はちろう、1939年8月24日 - ）は、日本の医師。皮膚科医。京都大学出身。1977年 - 1983年、浜松医科大学助教授。1983年- 2003年、東北大学医学部教授。皮膚科領域で多方面の研究を多数国際雑誌に発表し、皮膚科学にインパクトを与えた。1999年には皮膚科分野で最もよく引用される論文citation classicを5編以上書いた18人の一人に選ばれた。

## 生まれと育ち
1939年東京の中心に近い飯田橋に鉄道員の7番目の末っ子として生まれた。一時病気を患ったこともあり、運動能力はあまりなかったが、勉強はよくでき、東京の一流の高校に入学できた。高校では急性腎炎を罹患したが、日本文学の古典に興味を持ち、それゆえ京都に憧れがあった。当時は就職難もあり、医師であって文学の仕事をした人を考え、文学志望から医学に切り替えた。大学は京都大学で、そこで、謡と仕舞を習い能にも興味があった。皮膚科の太藤（おおふじ）重夫教授に惹かれて、皮膚科に入局した。その前にインターンは東京だったが、東京大学に入学しようとしたら、医局長の宮本正光は京都大学を勧めた。1964年、京都大学医学部卒業。1965年 － 1969年、京都大学大学院研究科。1966年 - 1968年、米国ペンシルヴェニア大学皮膚科研究員、1969 - 1970年、国立京都病院医員、1970 - 1977年、京都大学附属病院助手。1974年、京都大学医学博士。論文の題は「局所ステロイド塗布の皮膚にたいする影響」

## 米国留学
当時その教室から誰も米国留学をしていない時期に、大藤重夫教授が外遊をして紹介したのは米国フィラデルフィアのAlbert Kligmanクリーグマン教授であった。教授は生きた皮膚を研究するように勧め、米国のその後、国際的に有名な皮膚科医も集まっていた。2年半で7編の論文を書いて教授に出したが、逸散してしまったというエピソードを田上は書いている。田上は後に「皮膚生体計測工学」を研究、多くの器械を開発したのは、クリーグマンの影響で、田上が開発した乾燥、鱗屑（ふけ）を特徴とする一連の慢性皮膚疾患の解析方法は、現在各国で一般的に使われる方法となっている。

## 京都大学　国立京都病院
米国留学前後は京都で過ごした。教授なりたての太藤重夫教授、その外池田忠世、早川実、山田瑞穂、富士森良輔らの薫陶を受けた。太藤教授はメニエール病にかかり、インターンで鍛えた腕で、毎日田上がその病気の特効薬の静脈注射をして、その時に個人的に指導された。国立京都病院に赴任したが、その医長は特殊な辞書を造るのに熱心であったので、田上は自発的に大いに勉強した。

## 浜松医科大学
京都大学出身の山田瑞穂教授に従い、浜松医科大学に赴任し、新設医科大学の苦労を味わった。この大学では、さまざまな研究を行い、病理標本すべて検討し、乾癬の白血球遊走現象、白癬の免疫、ヒト乳頭腫の免疫的な自然消褪現象など、研究の分野を広げていった。患者であった、静岡大学の高周波回路の専門家一条文一郎名誉教授が持ち込んだ器械を調べていたらこれまで、測定が難しいとされる角層（皮膚の一番上の層）の水分量が図れることを田上が発見した。開発した器械は、世界中で化粧品会社などで使用されるようになった。

## 東北大学
歴史ある東北大学より田上は、ヘッドハンティングの形で教授に採用された。亡くなった前任の清寺眞教授はメラニン研究で有名である。若輩で誰一人知らない町に赴任する心細さがあった。しかし田上の指導の結果、東北大学皮膚科の研究は著しく発展した。

## 論文
田上は米国皮膚科の雑誌Arch Dermatol ほか国際的な雑誌に多数の論文を発表し、引用数が多い研究者として知られる。また弟子もよく指導した。次は一部である。
- Spontaneous regression of plane warts after inflammation: clinical and histologic studies in 25 cases. Tagami H, Takigawa M, Ogino A, Imamura S, Ofugi S. Arch Dermatol. 1977 Sep;113(9):1209-13.
- Trichophytin contact sensitivity in patients with dermatophytosis. Tagami H, Watanabe S, Ofuji S, Minami K. Arch Dermatol. 1977 Oct;113(10):1409-14
- Topical heat therapy for cutaneous chromomycosis. Tagami H, Ohi M, Aoshima T, Moriguchi M, Suzuki N, Yamada M. Arch Dermatol. 1979 Jun;115(6):740-1.
- Evaluation of skin surface hydration in vivo by electrical measurement. Tagami H, Ohi M, Iwatsuki K, Kanamaru Y, Yamada M, Ichijo B: J Invest Dermatol 1980  175: 500-507.
- Delayed hypersensitivity in ampicillin-induced toxic epidermal necrolysis. Tagami H, Tatsuta K, Iwatski K, Yamada M. Arch Dermatol. 1983 Nov;119(11):910-3.
- Successful treatment of chromoblastomycosis with topical heat therapy. Tagami H, Ginoza M, Imaizumi S, Urano-Suehisa S. J Am Acad Dermatol. 1984 Apr;10(4):615-9.
- Immunohistologic studies in pityriasis rosea. Evidence for cellular immune reaction in the lesional epidermis. Aiba S, Tagami H. Arch Dermatol. 1985 Jun;121(6):761-5.
- Eosinophilic pustular folliculitis. Report of two cases with a review of the Japanese literature. Takematsu H, Nakamura K, Igarashi M, Tagami H. Arch Dermatol. 1985 Jul;121(7):917-20.
- Eosinophilic pustular folliculitis. Studies on possible chemotactic factors involved in the formation of pustules. Takematsu H, Tagami H. Br J Dermatol. 1986 Feb;114(2):209-15.
- Plane warts under spontaneous regression. Immunopathologic study on cellular constituents leading to the inflammatory reaction. Iwatsuki K, Tagami H, Takigawa M, Yamada M. Arch Dermatol. 1986 Jun;122(6):655-9.
- Erythema induratum of Bazin as a type of tuberculid. Kuramoto Y, Aiba S, Tagami H. J Am Acad Dermatol. 1990 Apr;22(4):612-6.
- Therapeutic success of epidermal grafting in generalized vitiligo is limited by the Koebner phenomenon. Hatchome N, Kato T, Tagami H. J Am Acad Dermatol. 1990 Jan;22(1):87-91.
- Jacquet erosive diaper dermatitis in a young girl with urinary incontinence. Hara M, Watanabe M, Tagami H. Pediatr Dermatol. 1991 Jun;8(2):160-1.
- Generalized drug eruption due to mexiletine hydrochloride: topical provocation on previously involved skin. Kikuchi K, Tsunoda T, Tagami H. Contact Dermatitis. 1991 Jul;25(1):70-2.

## 所属学会
- 日本皮膚科学会
- 日本香料品科学会
- 日本研究皮膚科学会
- 日本炎症学会
- 日本医真菌学会
- 日本アレルギー学会
- American Academy of Dermatology
- International Society of Bioengineering and the Skin
- Society for Investigative Dermatology
- Skin Pharmacology

## 授賞
- 日本皮膚科学会皆見省吾記念賞 「乾癬皮膚より分離した白血球遊走因子の性状」(1977)
- 日本皮膚産業衛生協会学術賞 「角質水分測定装置の開発」（1988)
- 日本リディアオリリー協会 安田坂本賞 「皮膚科学の歴史」（1988）
- 国際皮膚科学会感謝賞（ILDS certificate of appreciation) (2010）
- マルホ賞　第3回「生体皮膚での角層機能研究−とくに角層水分含有状態計測法の開発を中心として−」(2013) [9]
- フランシュ・コンテ大学名誉教授（フランス、ブザンソン）称号授与

## 文献
- 『田上八朗教授退官記念業績集』 2003、東北大学大学院医学系研究科 内科病態学講座皮膚科学分野